# Amyema microphylla
Amyema microphylla är en tvåhjärtbladig växtart som beskrevs av B.A. Barlow. Amyema microphylla ingår i släktet Amyema och familjen Loranthaceae. Inga underarter finns listade i Catalogue of Life.